# Шапел Сен Жеро
Шапел Сен Жеро (фр. Chapelle-Saint-Géraud) насеље је и општина у централној Француској у региону Лимузен, у департману Корез која припада префектури Тил.
По подацима из 2011. године у општини је живело 239 становника, а густина насељености је износила 13,59 становника/km². Општина се простире на површини од 17,59 km². Налази се на средњој надморској висини од 540 метара (максималној 562 m, а минималној 180 m).

## Демографија
| 1962. | 1968. | 1975. | 1982. | 1990. | 1999. | 2011. |
| ----- | ----- | ----- | ----- | ----- | ----- | ----- |
| 296   | 307   | 276   | 249   | 219   | 225   | 239   |

График промене броја становника у току последњих година